# Eurysilenium truncatum
Eurysilenium truncatum is een eenoogkreeftjessoort uit de familie van de Herpyllobiidae. De wetenschappelijke naam van de soort is voor het eerst geldig gepubliceerd in 1870 door Sars M..